# Ensete habešské
Ensete habešské (Ensete ventricosum) je bylina z čeledi banánovníkovitých, rostoucí v tropických deštných lesích východní Afriky do nadmořské výšky okolo tří tisíc metrů. Může dosahovat výšky šest až osm metrů. Listy jsou dlouhé až pět metrů a široké jeden metr. Květenstvím je lata, zbarvená tmavě červeně. Plody jsou drobné, tuhé a nejedlé. Ensete se pěstuje jako okrasná rostlina, v mírném pásmu vyžaduje ochranu před mrazem. Guragové v jihozápadní Etiopii využívají ensete jako zdroj potravy, což popsali již cestovatelé Jerónimo Lobo a James Bruce (odhaduje se, že ensete se pěstovalo jako kulturní rostlina již před deseti tisíci lety). Pochoutkou jsou vařené mladé výhonky a z dužiny pseudostemu, která obsahuje množství škrobu, se připravuje pečivo zvané kocho. Listy se používají jako obalový materiál, střešní krytina nebo krmivo pro dobytek, z řapíků se získává vlákno používané ke tkaní rohoží, rostlina je rovněž využívána v domorodé medicíně. Ensete se vyznačuje vysokými výnosy a relativně snadným pěstováním – podle odhadů k uživení rodiny stačí čtyřicet až šedesát rostlin – bývá však napadáno bakterií Xanthomonas campestris.